# Andrena zlatae
Andrena zlatae är en biart som beskrevs av Osytshnjuk 1993. Andrena zlatae ingår i släktet sandbin, och familjen grävbin. Inga underarter finns listade i Catalogue of Life.